# Wapen van Maasdonk

Het wapen van Maasdonk  werd op 10 december 1991 bij Koninklijk Besluit aan de toenmalige Noord-Brabantse gemeente Maasdonk toegekend. Het bleef in gebruik totdat de gemeente op 1 januari 2015 werd opgeheven en opging in de omliggende gemeenten 's-Hertogenbosch en Oss.

## Geschiedenis
Maasdonk is in 1993 ontstaan door de samenvoeging van de voormalige gemeenten Geffen en Nuland. Voor de nieuwe gemeente is een geheel nieuw wapen ontworpen. Het wapen van Maasdonk is dus ruim twee jaar voor oprichting van de gemeente toegekend. De vierbladen zijn een symbool voor het Maasland, terwijl het element donk wordt voorgesteld als een groene heuvel.

## Beschrijving
De beschrijving van het wapen van Maasdonk luidt:
In zilver drie vierbladen van keel; een gewelfde schildvoet van sinopel. Het schild gedekt met een gouden kroon van drie bladeren en twee parels.
N.B.: De heraldische kleuren in het wapen zijn zilver (wit), keel (rood), sinopel (groen) en goud (geel).